# Роншам
Ронша́м (фр. Ronchamp) — муніципалітет у Франції, у регіоні Бургундія-Франш-Конте, департамент Верхня Сона. Населення — 2746 осіб (01.01.2021).
Муніципалітет розташований на відстані близько 350 км на схід від Парижа, 70 км на північний схід від Безансона, 37 км на схід від Везуля.

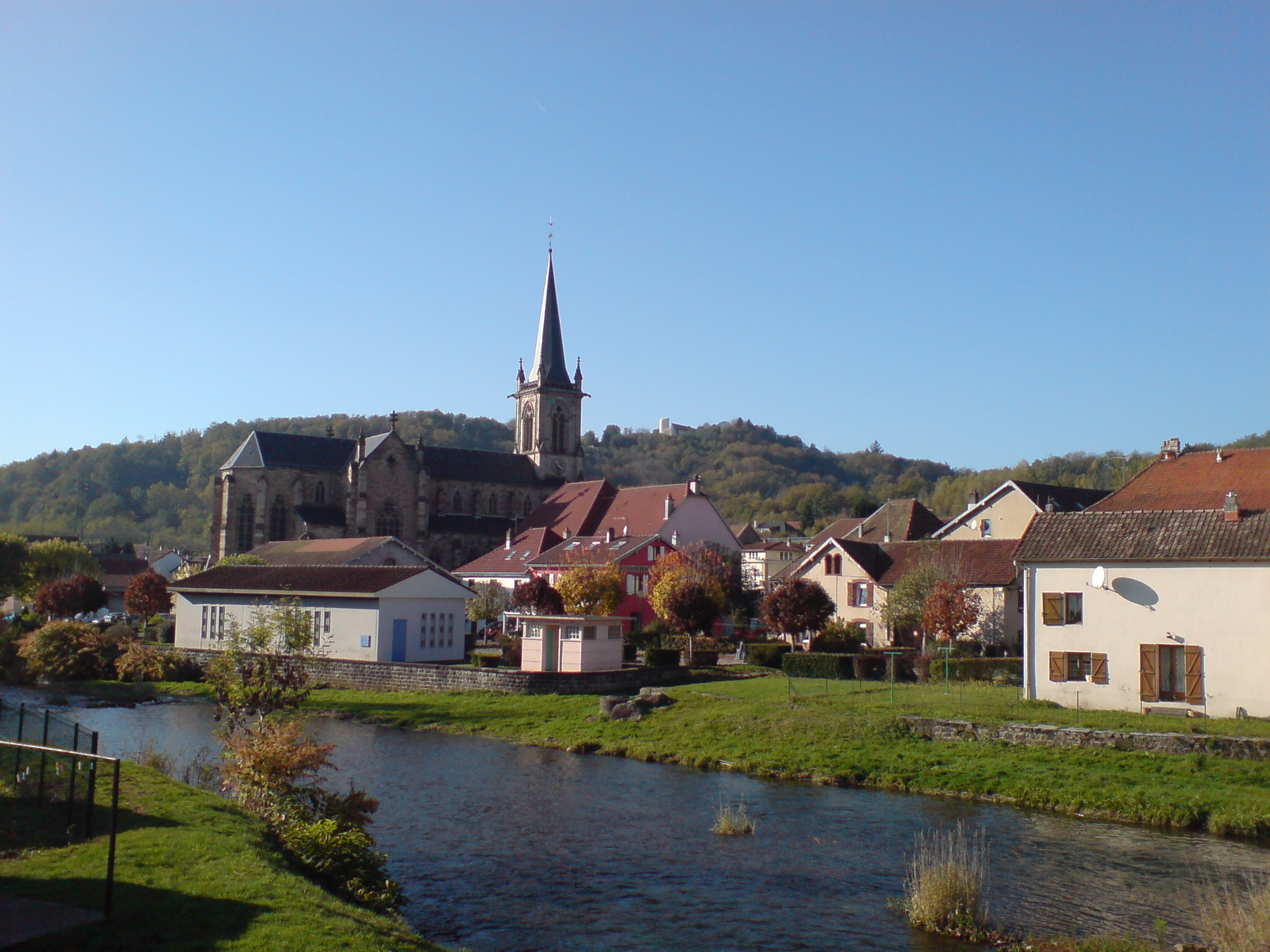

## Пам'ятки
Відомою у світі пам'яткою Роншама є каплиця «Нотр-Дам-дю-О» (фр. Notre-Dame-du-Haut), також відома як «каплиця Роншам», побудована за проєктом визнаного французького архітектора і теоретика архітектури швейцарського походження Ле Корбюзьє у 1950—1955 рр. на замовлення священика П'єра-Алєна Кутюр'є, відомого тим, що він давав замовлення художникам-модерністам Марку Шагалу та Анрі Матіссу.
Церква вирізняється прозорими фасадами, вільним плануванням, використанням занадто вільних або спрощених архітектурних форм-образів. Інтер'єр вирізняється простором і мінімалізмом з кам'яним вівтарем та скульптурою Мадонни. Каплицю побудували на горі і вона добре вписана в місцевість.

## Демографія
Динаміка населення (INSEE ):
Розподіл населення за віком та статтю (2006):
| Стать | Всього | До 15 років | 15-24 | 25-44 | 45-64 | 65-85 | Понад 85 |
| --- | ------ | ----------- | ----- | ----- | ----- | ----- | -------- |
| Чоловіки | 1496   | 276         | 196   | 388   | 356   | 260   | 20       |
| Жінки | 1440   | 328         | 112   | 368   | 344   | 228   | 60       |
| \| Статево-вікова піраміда \| Статево-вікова піраміда \| Статево-вікова піраміда \| \| ----------------------- \| ----------------------- \| ----------------------- \| \| Чоловіки \| Вік \| Жінки \| \| 20 \| 85 + \| 60 \| \| 24 \| 80-84 \| 16 \| \| 48 \| 75-79 \| 68 \| \| 88 \| 70-74 \| 56 \| \| 100 \| 65-69 \| 88 \| \| 72 \| 60-64 \| 80 \| \| 104 \| 55-59 \| 92 \| \| 96 \| 50-54 \| 124 \| \| 84 \| 45-49 \| 48 \| \| 104 \| 40-44 \| 72 \| \| 84 \| 35-39 \| 112 \| \| 84 \| 30-34 \| 116 \| \| 116 \| 25-29 \| 68 \| \| 92 \| 20-24 \| 60 \| \| 104 \| 15-20 \| 52 \| \| 100 \| 10-14 \| 124 \| \| 96 \| 5-9 \| 92 \| \| 80 \| 0-4 \| 112 \| |        |             |       |       |       |       |          |
| Статево-вікова піраміда |        |             |       |       |       |       |          |
| Чоловіки | Вік    | Жінки       |       |       |       |       |          |
| 20 | 85 +   | 60          |       |       |       |       |          |
| 24 | 80-84  | 16          |       |       |       |       |          |
| 48 | 75-79  | 68          |       |       |       |       |          |
| 88 | 70-74  | 56          |       |       |       |       |          |
| 100 | 65-69  | 88          |       |       |       |       |          |
| 72 | 60-64  | 80          |       |       |       |       |          |
| 104 | 55-59  | 92          |       |       |       |       |          |
| 96 | 50-54  | 124         |       |       |       |       |          |
| 84 | 45-49  | 48          |       |       |       |       |          |
| 104 | 40-44  | 72          |       |       |       |       |          |
| 84 | 35-39  | 112         |       |       |       |       |          |
| 84 | 30-34  | 116         |       |       |       |       |          |
| 116 | 25-29  | 68          |       |       |       |       |          |
| 92 | 20-24  | 60          |       |       |       |       |          |
| 104 | 15-20  | 52          |       |       |       |       |          |
| 100 | 10-14  | 124         |       |       |       |       |          |
| 96 | 5-9    | 92          |       |       |       |       |          |
| 80 | 0-4    | 112         |       |       |       |       |          |

## Економіка
2010 року серед 1766 осіб працездатного віку (15—64 років) 1210 були активними, 556 — неактивними (показник активності 68,5%, у 1999 році було 62,2%). З 1210 активних мешканців працювала 1021 особа (589 чоловіків та 432 жінки), безробітними було 189 (92 чоловіки та 97 жінок). Серед 556 неактивних 116 осіб було учнями чи студентами, 213 — пенсіонерами, 227 були неактивними з інших причин.

У 2010 році в муніципалітеті числилось 1209 оподаткованих домогосподарств, у яких проживали 2875,0 особи, медіана доходів виносила 15 834 євро на одного особоспоживача

## Галерея зображень

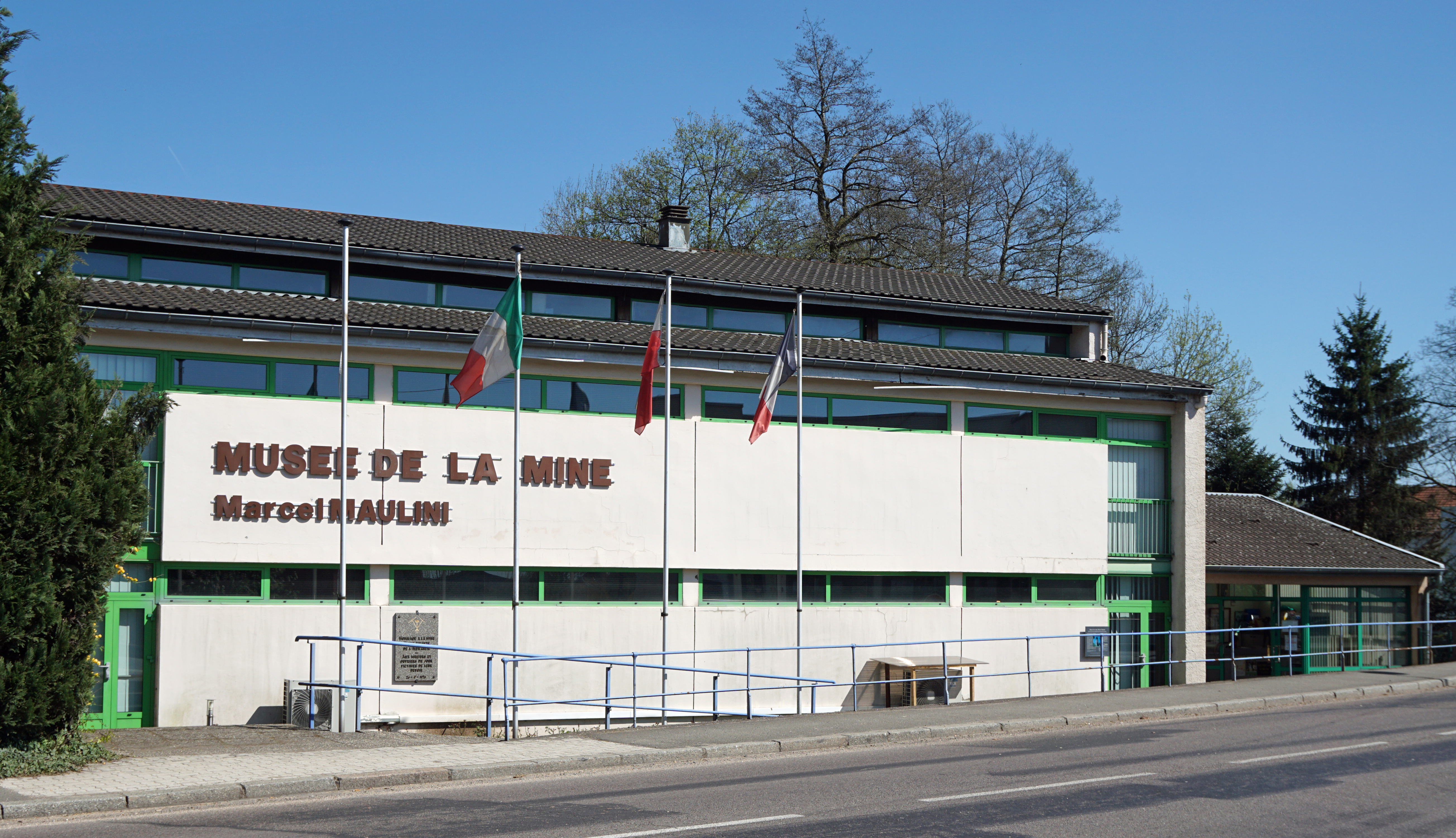
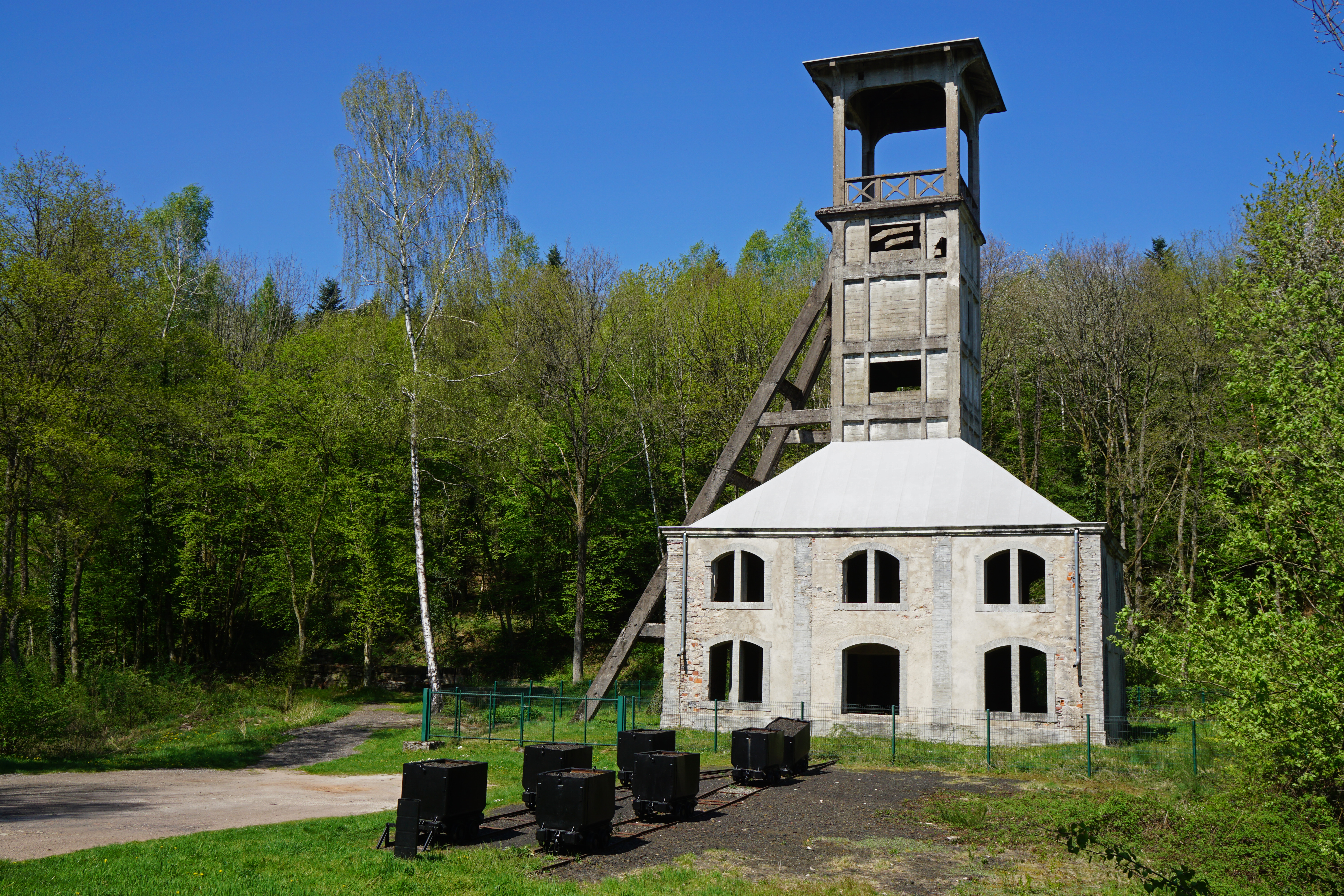
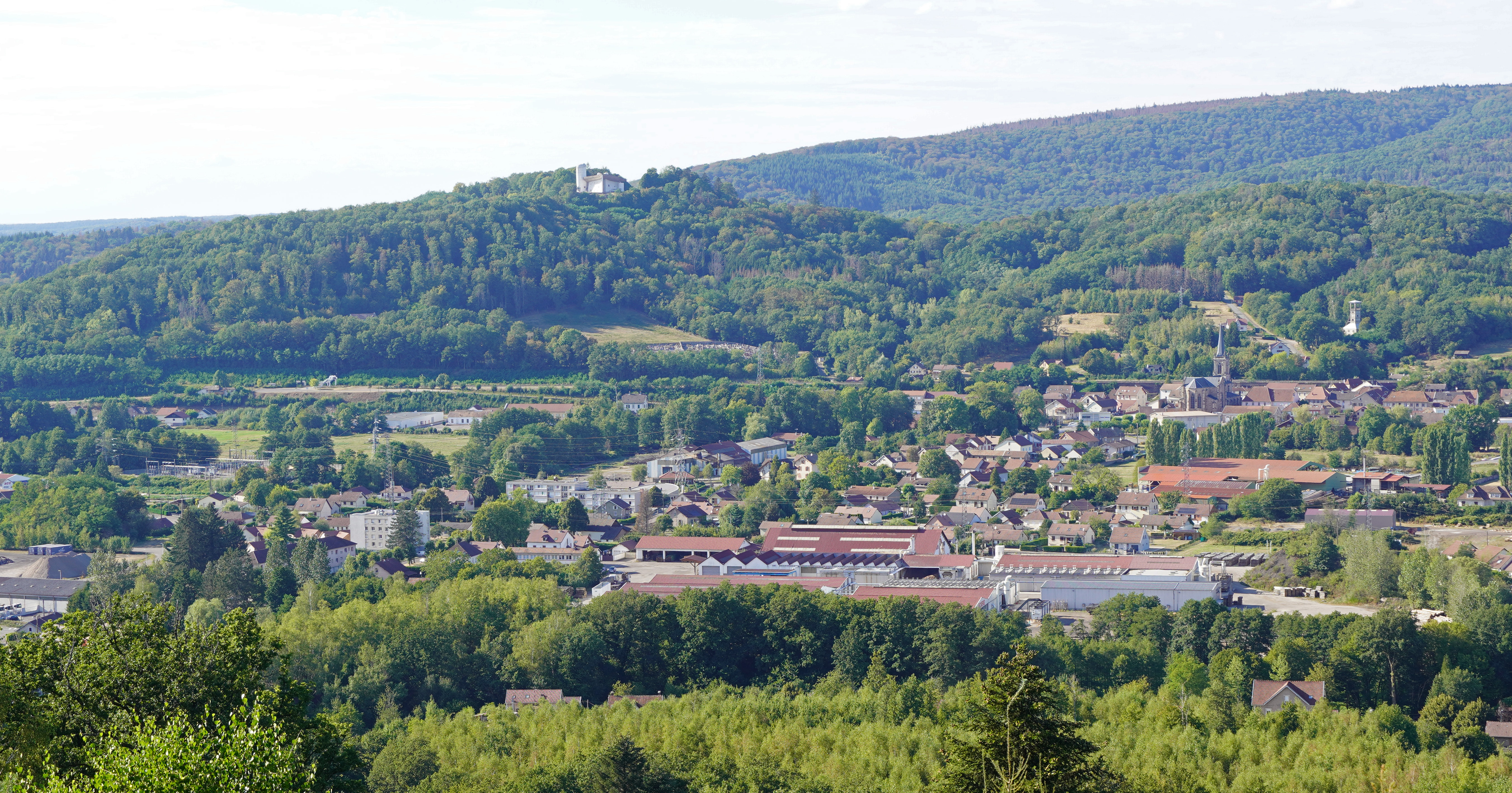